# Sean Parnell
Sean R. Parnell (nascut el 19 de novembre del 1962) és un polític estatunidenc del  Partit Republicà que va ser el desè Governador d'Alaska. Va succeir Sarah Palin, després de la seva resignació, i va fer el jurament per a esdevindre governador el 26 de juliol del 2009 a Fairbanks. El 2010, Parnell va ser votat com a Governador en les elecciones gubernatorials, convertint-se en el primer Governador d'Alaska no votat a després ser votat com a Governador en campanyes polítiques pròpies.

## Vida abans de la política
Sean Parnell va néixer a Hanford (Califòrnia); el seu pare era Kevin «Pat» Parnell i la seva mare era Thelma Carol Parnell. Pat Parnell estava estacionat a Fort Richardson, prop d'Anchorage (Alaska) mentre estava en l'Exèrcit dels Estats Units als acabaments de la dècada del 1950, i va retornar a Alaska amb la seva família el 1973, establint residència a Anchorage. Pat Parnell va establir un negoci de fotocòpies i materials d'oficina a la vora de l'autopista Seward al centre d'Anchorage, mentres que Thelma Parnell treballava a l'Escola Secundària Bartlett i l'Escola Secundària d'Anchorage Occidental, l'últim d'aquests ubicant-se a poca distància de la casa de la família Parnell. Sean Parnell va atendre l'Escola Secundària d'Anchorage Occidental, graduant-se el 1980. Té un germà petit anomenat Schöen Parnell.
Parnell va atendre la Universitat Pacific Lutheran, rebent la seva llicenciatura en administració d'empreses el 1984, i la Universitat de Puget Sound, rebent el llicenciat en dret el 1987.

## Legislatura d'Alaska
El 1992 Parnell va ser escollit a la Cambra de Representants d'Alaska, on serví dos càrrecs i fou membre del comitè financer. El 1996 va fer campanya i fou escollit a un escó en el Senat d'Alaska. Al Senat va ser membre del Consell d'Energia i serví per al i fou colíder del comitè financer del Senat.

## Diligències polítiques
Parnell deixà el càrrec de senador d'Alaska el 13 de gener del 2011 per a esdevindre director de relacions governamentals a Alaska per la companyia petroliera ConocoPhillips.
El 2005 va unir la firma d'advocats Patton Boggs, on va assessorar clients en regulacions estatals i federals en el desenvolupament de projectes petroliers i de gas natural. Patton Boggs representava ExxonMobil en el litigi sobre el vessament petrolífer d'Exxon Valdez. L'abril del 2005, el Washingtonian i el Dallas Morning News van informar que Patton Boggs va ser el que més ingressos obtingué entre grups de pressió.
Parnell deixà Patton Boggs menys de dos anys després, el 3 de desembre del 2006, per a ser assessor a la Governadora Sarah Palin en temes relacionats amb la comercialització del gas natural d'Alaska North Slope.

## Tinent Governador
El 2005 Parnell fou campanya en la primària Republicana per a convertir-se en tinent governador. En l'elecció general, va fer campanya com a company de Sarah Palin. A Alaska, el tinent governador ha de fer una campanya diferent de la del governador en les elecciones primàries, però després de les primàries, els nominats per a governador i tinent governador poden fer campanya junts. Palin i Parnell van ser votats en les eleccions estatals.

## Campanya congressional del 2008
El 14 de març del 2008, Parnell va començar a fer campanya per a ser congressista del Partit Republicà per a Alaska en la Cambra de Representants dels Estats Units. Va fer campanya contra Don Young, qui portava ja divuit termes bianuals com a representant d'Alaska en la Cambra de Representants. La primària del Partit Republicà es duu a terme el 26 d'agost del 2008. El pare de Parnell va ser el candidat Demòcrata en campanya contra Young el 1980. En la primària quasi guanyà Parnell, ja que guanyà Young per 304 vots dels 105.987 totals.

## Governador d'Alaska

### Ascens al càrrec

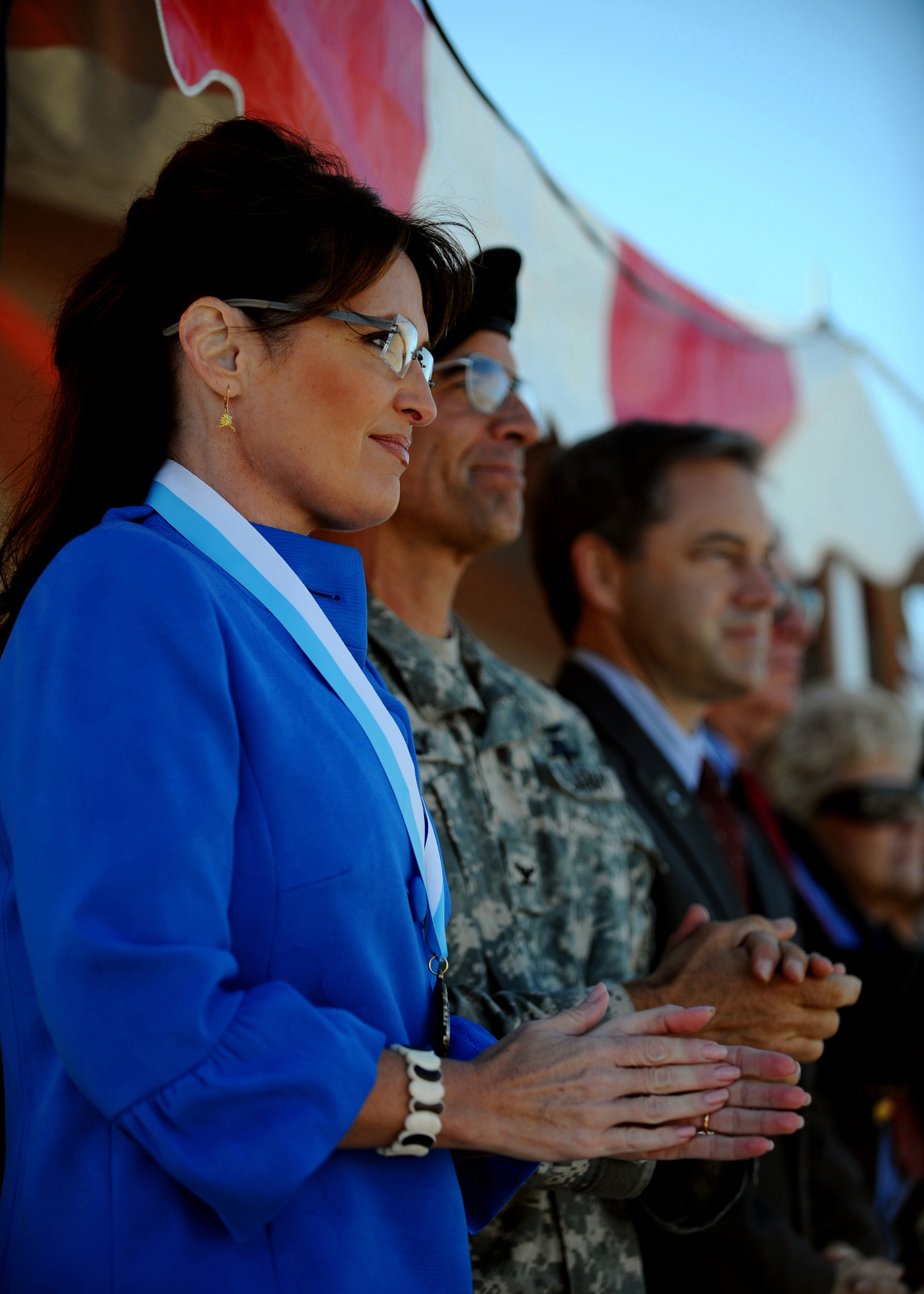
Sarah Palin, al devant, i al fons Sean Parnell, en una cerimònia l'11 de setembre del 2008

El 26 de juliol del 2009, a mig camí del seu terme com a governadora, Sarah Palin resignà. Parnell la reemplaçà, i esdevingué el desè governador d'acord amb la Constitució d'Alaska. Craig Campbell, comissioner del Departament Militar i de Veterans d'Alaska, succeí Parnell com a tinent governador després que Joe Schmidt, comissioner del Departament de Correccions d'Alaska i el designat de Palin per a reemplaçar Parnell, rebutjés la posició. Parnell i Camobell van fer el jurament per a les seves noves posicions el juliol del 2008.

### Campanya per a reelecció del 2010
Parnell va fer campanya fer a servir com a governador de nou el 2010. Aquesta seria la seva primera campanya gubernatorial, ja que el 2009 esdevingué governador per la resignació de l'aleshores governador en comptes de fer campanya gubernatorial pròpia. En la primària del Partit Republicà, fou front amb Bill Walker, ajudant de l'exgovernador Walter J. Hickel i ajudant de Ralph Samuels, un membre de la Cambra de Representants d'Alaska. Encara que Walker va guanyar molta tracció cap al problema de la construcció d'una esperada canonada de gas natural, Samuels i Walker van dividir el vot anti-Parnell i Parnell acabà guanyant la nominació Republicana. El seu contrincant Demòcrata era Ethan Berkowitz, líder de l'oposició en la Cambra de Representants d'Alaska i candidat Demòcrata en les eleccions congressionals del 2008. Fou votat amb Mead Treadwell, el qual guanyà la primària Republicana de l'agost del 2010 per a tinent governador. Tot i que Berkowitz i, excandidata per a les eleccions congressionals del 2006, Diane Benson, semblaven tenir la candidatura més forta Demòcrata en força temps —que incloïa l'aprovació de l'excandidat Republicà Bill Walker—; la candidatura Republicana Parnell-Treadwell acabà guanyant contra la candidatura Demòcrata Berkowitz-Benson per 54.799 vots.